# Volby do Senátu Parlamentu České republiky 2026
Volby do Senátu Parlamentu České republiky v roce 2026 se mají uskutečnit na podzim toho roku současně s komunálními volbami. Na základě novely Ústavy České republiky, účinné od 1. ledna 2026, se volby mají konat první celý říjnový týden, podle volebního zákona v pátek a sobotu, tedy 9. a 10. října 2026, případné druhé kolo následně 16. a 17. října 2026.
V těchto volbách obhajuje STAN 11 mandátů, ODS 5, KDU-ČSL 3, SEN 21, a TOP 09 2, ANO 2011, Svobodní, Piráti a Hradecký demokratický klub po jednom mandátu.

## Volební obvody
Volby se uskuteční ve volebních obvodech s číslem dělitelným třemi, tedy ve volebních obvodech:
- č. 3 – Cheb
- č. 6 – Louny
- č. 9 – Plzeň-město
- č. 12 – Strakonice
- č. 15 – Pelhřimov
- č. 18 – Příbram
- č. 21 – Praha 5
- č. 24 – Praha 9
- č. 27 – Praha 1
- č. 30 – Kladno
- č. 33 – Děčín
- č. 36 – Česká Lípa
- č. 39 – Trutnov
- č. 42 – Kolín
- č. 45 – Hradec Králové
- č. 48 – Rychnov nad Kněžnou
- č. 51 – Žďár nad Sázavou
- č. 54 – Znojmo
- č. 57 – Vyškov
- č. 60 – Brno-město
- č. 63 – Přerov
- č. 66 – Olomouc
- č. 69 – Frýdek-Místek
- č. 72 – Ostrava-město
- č. 75 – Karviná
- č. 78 – Zlín
- č. 81 – Uherské Hradiště

## Senátoři s končícím mandátem
| Strana           | Strana   | Senátor             | Obvod               |
| ---------------- | -------- | ------------------- | ------------------- |
|                  | STAN     | Miroslav Plevný     | Cheb                |
| Pavel Kárník     | STAN     | Kolín               |                     |
| Karel Zitterbart | STAN     | Vyškov              |                     |
|                  | TOP 09   | Jan Grulich         | Rychnov nad Kněžnou |
| Tomáš Třetina    | TOP 09   | Znojmo              |                     |
|                  | ANO      | Ondřej Feber        | Karviná             |
|                  | ODS      | Tomáš Fiala         | Strakonice          |
|                  | Piráti   | Adéla Šípová        | Kladno              |
|                  | Svobodní | Jaroslav Chalupský  | Pelhřimov           |
|                  | HDK      | Jan Holásek         | Hradec Králové      |
|                  | ODS      | Miroslava Němcová   | Praha 1             |
| Zdeněk Papoušek  | ODS      | Brno-město          |                     |
|                  | STAN     | Marek Ošťádal       | Olomouc             |
| Helena Pešatová  | STAN     | Frýdek-Místek       |                     |
|                  | KDU-ČSL  | Josef Klement       | Žďár nad Sázavou    |
|                  | STAN     | David Smoljak       | Praha 9             |
| Zbyněk Linhart   | STAN     | Děčín               |                     |
| Jiří Vosecký     | STAN     | Česká Lípa          |                     |
| Jan Sobotka      | STAN     | Trutnov             |                     |
|                  | STAN     | Ivo Trešl           | Louny               |
|                  | ODS      | Ondřej Šimetka      | Ostrava-město       |
|                  | ODS      | Lumír Aschenbrenner | Plzeň-město         |
|                  | STAN     | Petr Štěpánek       | Příbram             |
|                  | SEN 21   | Václav Láska        | Praha 5             |
|                  | KDU-ČSL  | Jitka Seitlová      | Přerov              |
|                  | SEN 21   | Tomáš Goláň         | Zlín                |
|                  | KDU-ČSL  | Josef Bazala        | Uherské Hradiště    |